# Loureda
Loureda é uma povoação portuguesa do Município de Arcos de Valdevez que foi sede da extinta Freguesia de Loureda, freguesia que tinha 4,89 km² de área e 195 habitantes (2011), e, por isso, uma densidade populacional de 39,9 hab/km².
A Freguesia de Loureda foi extinta em 2013, no âmbito de uma reforma administrativa nacional, tendo sido agregada à freguesia de Álvora, para formar uma nova freguesia denominada União das Freguesias de Álvora e Loureda com sede em Álvora.

## População
| População da freguesia de Loureda | População da freguesia de Loureda | População da freguesia de Loureda | População da freguesia de Loureda | População da freguesia de Loureda | População da freguesia de Loureda | População da freguesia de Loureda | População da freguesia de Loureda | População da freguesia de Loureda | População da freguesia de Loureda | População da freguesia de Loureda | População da freguesia de Loureda | População da freguesia de Loureda | População da freguesia de Loureda | População da freguesia de Loureda |
| --------------------------------- | --------------------------------- | --------------------------------- | --------------------------------- | --------------------------------- | --------------------------------- | --------------------------------- | --------------------------------- | --------------------------------- | --------------------------------- | --------------------------------- | --------------------------------- | --------------------------------- | --------------------------------- | --------------------------------- |
| 1864                              | 1878                              | 1890                              | 1900                              | 1911                              | 1920                              | 1930                              | 1940                              | 1950                              | 1960                              | 1970                              | 1981                              | 1991                              | 2001                              | 2011                              |
| 340                               | 340                               | 306                               | 338                               | 303                               | 294                               | 232                               | 372                               | 362                               | 365                               | 325                               | 327                               | 255                               | 219                               | 195                               |

| Ano  | 0-14 Anos | 15-24 Anos | 25-64 Anos | > 65 Anos |
| 2001 | 28        | 34         | 109        | 48        |
| 2011 | 8         | 16         | 111        | 60        |